# Erik Johnsen
Erik Johnsen (né le 4 juillet 1965) est un ancien sauteur à ski norvégien.

## Palmarès

### Jeux olympiques
| Épreuve / Édition | Calgary 1988 |
| Petit Tremplin    | 41e          |
| Grand Tremplin    | Argent       |
| Par Equipes       | Bronze       |

### Championnats du monde
| Épreuve / Édition | Lahti 1989 |
| Petit Tremplin    | 37e        |
| Grand Tremplin    | 10e        |

### Coupe du monde
- Meilleur classement final: 7e en 1988.
- 2 victoires.

### Saison par saison
| Année | Lieu                             |
| 1988  | Meldal (Norvège), Oslo (Norvège) |